# Abe Forsythe
Abraham "Abe" Forsythe, es un actor, director y escritor australiano.

## Biografía
Su padre es el actor y comediante Drew Forsythe, tiene una hermana mayor.
En el 2008 se comprometió con la actriz Helen Dallimore y en abril del 2009 se casaron.

## Carrera
En 1998 y con sólo 16 años Abe ganó el premio Tropicana en el festival de cine de Australia "Tropfest" por su película Guided by the Light of the Lord.
En el 2000 escribió, dirigió y coprotagonizó Computer Boy un corto de 50 minutos que hace referencia a la película The Matrix.
En el 2001 se unió al elenco de la serie Always Greener donde interpretó a Campbell Todd hasta el final de la serie en el 2003. 
En el 2012 se unió al elenco de la miniserie de dos episodios Howzat! Kerry Packer's War, donde interpretó al empresario John Cornell.

## Filmografía
- Series de Televisión

| Año         | Título                     | Personaje         | Notas                           |
| ----------- | -------------------------- | ----------------- | ------------------------------- |
| 2013        | House Husbands             | Derek             | episodio # 2.11                 |
| 2012        | Howzat! Kerry Packer's War | John Cornell      | 2 episodios - miniserie         |
| 2011 - 2012 | Laid                       | Charlie           | 12 episodios                    |
| 2011        | The Bazura Project         | Doctor            | episodio "Fame"                 |
| 2009        | :30 Seconds                | Carl              | 4 episodios                     |
| 2009        | Rescue Special Ops         | Brandon           | episodio "Rave"                 |
| 2009        | Rogue Nation               | Capitán John Glen | episodio "Honour Among Thieves" |
| 2006        | Tripping Over              | Nic               | 6 episodios                     |
| 2005        | All Saints                 | Phil Rigg         | episodio "Life's Lottery"       |
| 2005        | Blue Water High            | Alec              | episodio "Perri Lies Low"       |
| 2005        | Mary Bryant                | Sam Liley         | 2 episodios - miniserie         |
| 2004        | Blue Heelers               | Daniel Curtis     | 2 episodios                     |
| 2004        | Fireflies                  | Hank Sharp        | 12 episodios                    |
| 2001 - 2003 | Always Greener             | Campbell Todd     | 50 episodios                    |
| 1998        | Water Rats                 | Sam McCall        | 2 episodios                     |
| 1997        | Big Sky                    | Damien Walsh      | episodio "Balloon Girl"         |
| 1994        | Escape from Jupiter        | Kingston          | miniserie                       |
| 1992        | G.P.                       | Tom Murray        | episodio "A Very Suburban Coup" |
| 1991        | The Miraculous Mellops     | -                 | -                               |

- Películas

| Año  | Título                       | Personaje         | Notas |
| ---- | ---------------------------- | ----------------- | --- |
| 2013 | Notes                        | Thanks            | corto - junto a Martin Crewes, Wayne Blair, Henry Nixon, Josef Ber, Khan Chittenden & Josh Quong Tart       |
| 2010 | Nic & Shauna                 | George            | corto - junto a Ryan Johnson & Pia Miranda                                                                  |
| 2010 | Glenn Owen Dodds             | Michael Radcliffe | corto - junto a David Wenham & Bella Heathcote                                                              |
| 2007 | Little Deaths                | Guy               | junto a Simon Barbaro, Peter Barron, Magda Szubanski, Mirrah Foulkes & Caroline Craig                       |
| 2007 | Fallers                      | Samuel            | corto - junto a Susie Rugg, Ryan Johnson, Stephen Leeder & Christian Manon                                  |
| 2005 | The Extra                    | Paparazzi         | junto a Rhys Muldoon, Shaun Micallef & Helen Dallimore                                                      |
| 2004 | Post                         | Jaysen Chappell   | corto - junto a Andrew Mackinnon, Jessica Napier & Damon Herriman                                           |
| 2003 | Making Time                  | Hal Fleming       | junto a Geoff Morrell, Bojana Novakovic, Matthew Le Nevez, Lindsay Farris & Abbie Cornish                   |
| 2003 | Ned                          | Ned Kelly         | junto a Felix Williamson, Damon Herriman, Josef Ber, Michala Banas, Ryan Johnson, Drew Forsythe & Emma Lung |
| 2003 | The Night We Called It a Day | Bellboy           | junto a Dennis Hopper, Portia de Rossi, Joel Edgerton & Rose Byrne                                          |
| 2003 | The Mormon Conquest          | Joven             | corto - junto a Heidi Arena, Catherine Jones & Steve Rassios                                                |
| 2001 | The New Crusaders            | Conductor         | corto - junto a Christopher Stollery, Stephen Barker, Amanda Bishop, Martin Dingle Wall & Michael Beckley   |
| 2000 | Computer Boy                 | Agente Smith      | junto a Michael Falzonm, Marcus Pointon & Simone Chapman                                                    |
| 1999 | Drunken Rumble Story         | Mr. Big           | corto - junto a Marc Turner                                                                                 |

- Director, Guionista, Editor & Productor.:

| Año  | Película/Serie                                  | Notas                                           |
| ---- | ----------------------------------------------- | ----------------------------------------------- |
| 2013 | Mr & Mrs Murder                                 | 2 episodios - director                          |
| 2013 | The Elegant Gentleman's Guide to Knife Fighting | episodio # 1.2 - director & guionista           |
| 2012 | Laid                                            | 6 episodios - director                          |
| 2012 | Prick                                           | corto - director, guionista, productor & editor |
| 2010 | Shock                                           | corto - director, guionista & productor         |
| 2010 | The Talk                                        | corto - director, guionista & editor            |
| 2009 | Double Take                                     | 11 episodios - guionista                        |
| 2009 | Being Carl Williams                             | corto - director, guionista, productor & editor |
| 2007 | Comedy Inc.                                     | 20 episodios - guionista                        |
| 2003 | Ned                                             | director & guionista                            |
| 2000 | Computer Boy                                    | corto - director, guionista & productor         |
| 1999 | Navin Wants to Be a Superhero                   | director, guionista & editor                    |
| 1999 | Drunken Rumble Story                            | corto - director, guionista & editor            |
| 1998 | Guided by the Light of the Lord                 | corto - director, guionista & editor            |

- Teatro.:[2]

| Año  | Obra        | Personaje | Director (a)   | Teatro        | Notas                                                                                       |
| ---- | ----------- | --------- | -------------- | ------------- | ------------------------------------------------------------------------------------------- |
| 2003 | Holy Day    | -         | Ariette Taylor | -             | junto a Steve Le Marquand, Belinda McClory, Anthony Phelan, Pamela Rabe & Natasha Wanganeen |
| 1991 | Shadowlands | -         | Wayne Harrison | Drama Theatre | junto a John Bell, Ashley Bindon, John Dicks, David Downer & Jacki Weaver                   |

## Premios y nominaciones
| Año  | Categoría                                                    | Premio                   | Serie/Película                  | Resultado |
| ---- | ------------------------------------------------------------ | ------------------------ | ------------------------------- | --------- |
| 2013 | Best Guest or Supporting Actor in a Television Drama         | AACTA Award              | Howzat! Kerry Packer's War      | Nominado  |
| 2010 | 1st. Prize                                                   | Tropfest Award           | Shock                           | Ganó      |
| 2010 | Best Comedy                                                  | Tropfest Award           | Shock                           | Ganó      |
| 2009 | 2nd. Prize                                                   | Tropfest Award           | Being Carl Williams             | Ganó      |
| 2009 | Best Comedy                                                  | Tropfest Award           | Being Carl Williams             | Ganó      |
| 2005 | Most Outstanding Actor in a Drama Series                     | Silver Logie Award       | Fireflies                       | Nominado  |
| 2004 | Most Outstanding Actor in a Drama Series                     | Silver Logie Award       | Marking Time                    | Nominado  |
| 2004 | Best Actor in a Leading Role in a Television Drama or Comedy | AFI Award                | Marking Time                    | Ganó      |
| 1998 | Best Short Film                                              | Tropfest Tropicana Award | Guided by the Light of the Lord | Ganó      |